# Групиара
Групиара (порт. Grupiara) — муниципалитет в Бразилии, входит в штат Минас-Жерайс. Составная часть мезорегиона Триангулу-Минейру-и-Алту-Паранаиба. Входит в экономико-статистический микрорегион Патросиниу. Население составляет 1458 человек на 2006 год. Занимает площадь 192,557 км². Плотность населения — 7,6 чел./км².

## История
Город основан 30 декабря 1962 года. 

## Статистика
- Валовой внутренний продукт на 2003 год составляет 6 071 771,00 реалов (данные: Бразильский институт географии и статистики).
- Валовой внутренний продукт на душу населения на 2003 год составляет 4275,90 реалов (данные: Бразильский институт географии и статистики).
- Индекс развития человеческого потенциала на 2000 год составляет 0,774 (данные: Программа развития ООН).